# Pescolanciano
Pescolanciano ist eine italienische Gemeinde (comune) mit 788 Einwohnern (Stand 31. Dezember 2023) in der Provinz Isernia in der Region Molise. Die Gemeinde liegt etwa 13 Kilometer nordöstlich von Isernia am Trigno.

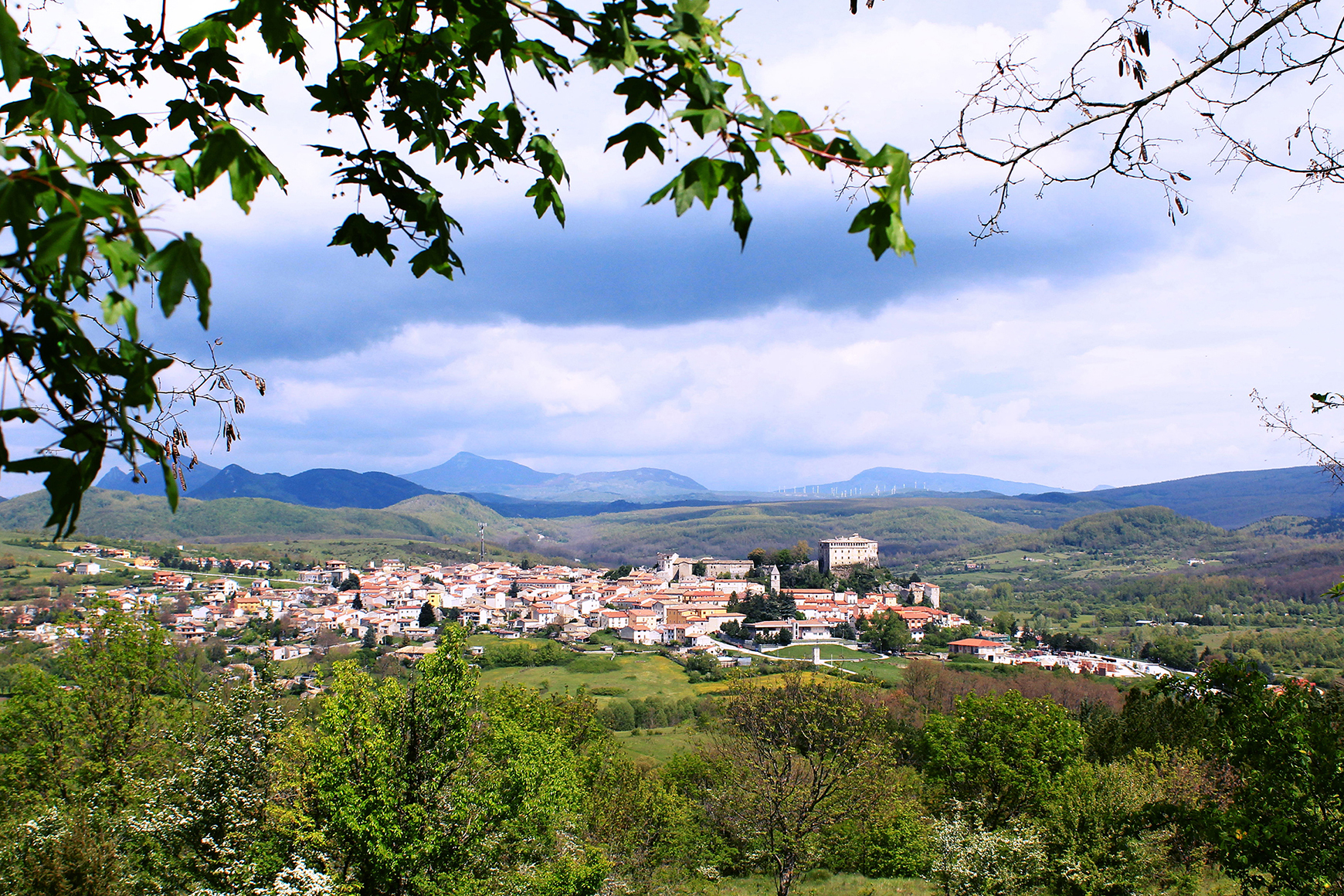
Burg von Pescolanciano

## Verkehr
Durch die Gemeinde führt die Strada Statale 650 di Fondo Valle Trigno von Isernia nach San Salvo. Von hier geht die Strada Statale 85 Venafrana nach Vairano Patenora ab. Der Bahnhof Pescolanciano-Chiauci liegt an der Bahnstrecke von Sulmona nach Isernia.